# Euploea suffusca
Euploea suffusca är en fjärilsart som beskrevs av Carpenter 1953. Euploea suffusca ingår i släktet Euploea och familjen praktfjärilar. Inga underarter finns listade i Catalogue of Life.